# Czernica (gmina)
Czernica est une gmina rurale du powiat de Wrocław, Basse-Silésie, dans le sud-ouest de la Pologne. Son siège est le village de Czernica, qui se situe environ 17 km au sud-est de la capitale régionale Wrocław.
La gmina couvre une superficie de 84,18 km2 pour une population de 9 284 habitants.

## Géographie
La gmina est bordée par la ville de Wrocław et les gminy de Bierutów, Długołęka, Jelcz-Laskowice, Oława, Oleśnica et Siechnice.
La gmina contient les villages de Chrząstawa Mała, Chrząstawa Wielka, Czernica, Dobrzykowice, Gajków, Jeszkowice, Kamieniec Wrocławski, Krzyków, Łany, Nadolice Małe, Nadolice Wielkie, Ratowice et Wojnowice.